# Eurosam
Eurosam GIE (Eurosam Groupement d'Intérêt Économique) è un produttore europeo di missili antiaerei fondato nel 1989 per sviluppare la Famiglia di missili Sol-Air Futurs (Future Surface-to-Air o FSAF).
Inizialmente Eurosam era una joint venture fra Aérospatiale, Alenia e Thomson-CSF. Con il confluire di Aérospatiale in MBDA insieme alle sezioni produttive missilistiche di Alenia, con la trasformazione di Thomson CSF in Thales Group si è arrivati a un azionariato di Eurosam così composto: MBDA France MBDA Italia (66,66%) e Thales Group (33,33%).